# UNEF I
UNEF I (United Nations Emergency Force) var en fredsbevarende FN-styrke, som blev etableret i Rafah på Gazastriben efter Suezkrigen i 1956.

## Deltagere
| Land        |
| ----------- |
| Brasilien   |
| Canada      |
| Colombia    |
| Danmark     |
| Finland     |
| Indien      |
| Indonesien  |
| Italien     |
| Jugoslavien |
| Norge       |
| Schweiz     |
| Sverige     |
| USA         |